# Магдалена фон Бранденбург (1412 – 1454)
Вижте пояснителната страница за други личности с името Магдалена фон Бранденбург.
Магдалена фон Бранденбург (на немски: Magdalena von Brandenburg, * ок. 1412, † 27 октомври 1454 в Шарнебек в Долна Саксония) от Дом Хоенцолерн е принцеса от Бранденбург и чрез женитба херцогиня на Брауншвайг-Люнебург.
Тя е дъщеря на курфюрст Фридрих I фон Бранденбург (1371 – 1440) от Дом Хоенцолерн и Елизабета (1383 – 1442), дъщеря на херцог Фридрих от Бавария-Ландсхут (1339 – 1393). Нейните братя са маркграф Йохан „Алхимист“, курфюрст Фридрих II, курфюрст Албрехт Ахилес и маркграф Фридрих Младши.
Магдалена се сгодява на 3 март 1420 г. и се омъжва на 3 юли 1429 г. в Тангермюнде за херцог Фридрих II (1418 – 1478), херцог на Брауншвайг-Люнебург от род Велфи. Нейният брак (и на сестра ѝ Цецилия за Вилхелм I от Брауншвайг-Волфенбютел) е аранжиран от император Сигизмунд Люксембургски.
Магдалена получава зестра от 10 000 рейнски гулдена. Магдалена става прамайка на Дом Брауншвайг.

## Деца
- Бернхард II (1432 – 1464), херцог на Брауншвайг-Люнебург

∞ 1463 графиня Матилда фон Холщайн-Шауенбург († 1468)
- Ото V Победител (1438/39 – 1471), херцог на Брауншвайг-Люнебург

∞ принцеса Анна фон Насау-Диленбург (1441 – 1513)
- Маргарета (1442 – 1512)

∞ 1452 херцог Хайнрих от Мекленбург-Щаргард († 1466)